# Частная полиция

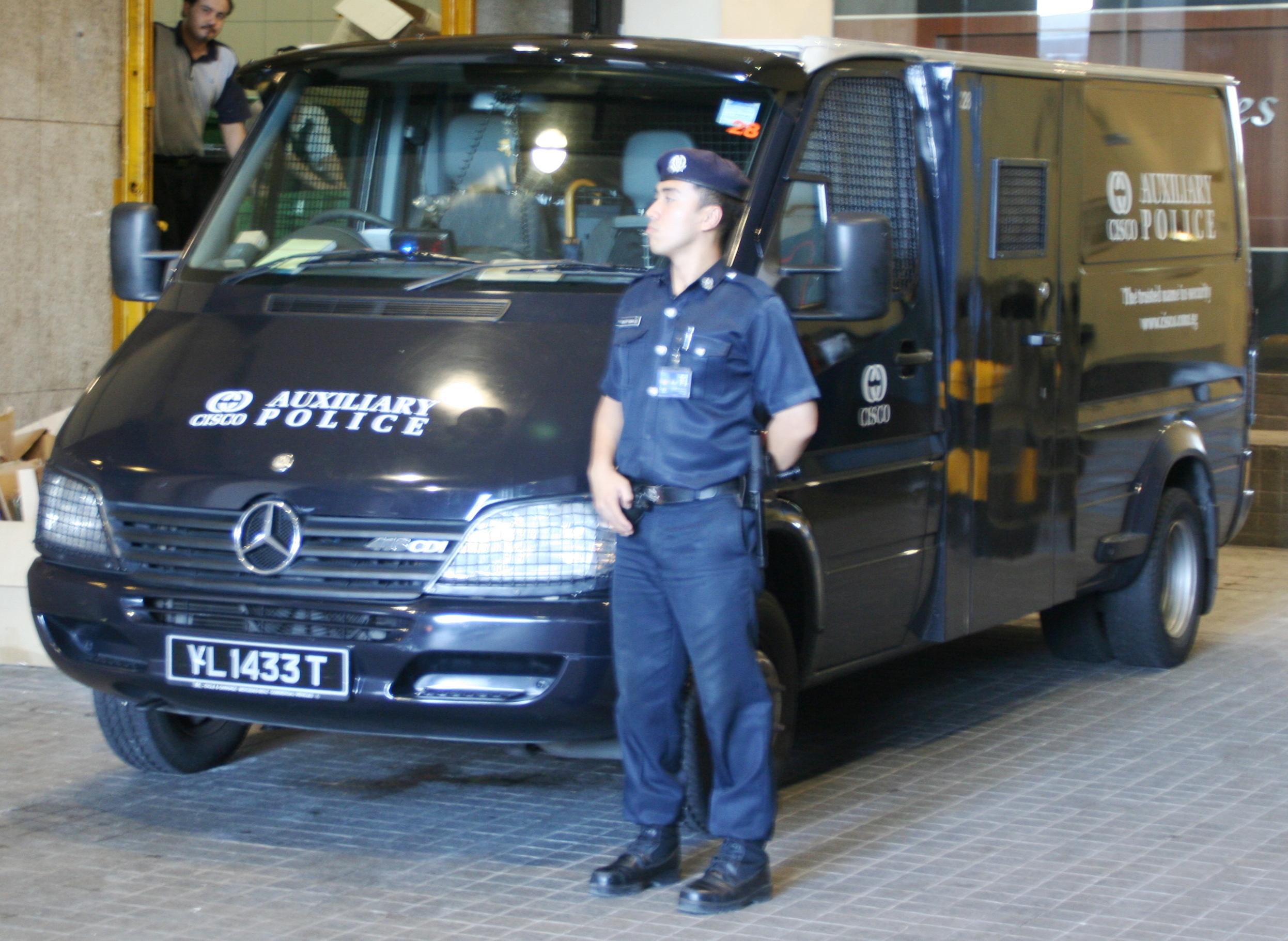
Сотрудник сингапурской компании Certis CISCO охраняет грузовик, доставляющий ценности. Сотрудники этой компании имеют статус вспомогательных полицейских.

Частная полиция или специальная полиция — это правоохранительные органы, находящиеся в собственности или под контролем (или в собственности и под контролем) негосударственных организаций. Кроме того, этот термин может относиться к полицейскому вне службы, работающему на частную компанию, обеспечивающему безопасность или оказывающему другие услуги, связанные с обеспечением правопорядка. Эти сотрудники обладают полномочиями по соблюдению законов по усмотрению частной компании.
В юрисдикциях, где разрешена частная полиция, частные полицейские могут наниматься и оплачиваться негосударственными организациями, такими как железная дорога, или порт, или университет, или ядерный объект, или больница, но они являются миротворцами или сотрудниками правоохранительных органов, которые получают комиссию, лицензию и регулируются государством. От них требуется присяга соблюдать законы штата, в котором они работают, и следовать тем же правилам, которые должны соблюдать офицеры по поддержанию мира / сотрудники правоохранительных органов. Основное отличие частного полицейского от обычного полицейского заключается в том, кто расплачивается за его зарплату и какова его юрисдикция.
Многие люди путают частную полицию с охранниками, но это не одно и то же. Не все охранники обладают полицейскими полномочиями, в то время как частные полицейские — это присяжные полицейские, работающие в частных организациях или даже в небольших государственных департаментах (например, библиотечная полиция и т. д.).

## Типы офицеров и терминология

### Частная полиция
Частная полиция (также называемая полицией компании) — это уполномоченные полицейские, которых нанимает негосударственная организация, например, университет, больница, порт, ядерный объект, железная дорога и т. д. Эти полицейские приносят присягу штату или стране (или обоим), в которых они работают, но оплачиваются частной организацией, которая их наняла. В зависимости от юрисдикции, они могут иметь полные полицейские полномочия в пределах своей юрисдикции или ограниченные полицейские полномочия. Частные полицейские подчиняются тем же правилам и стандартам, что и обычные полицейские. Иногда (но не всегда) эти сотрудники получают звание «специальной полиции», причем специальный термин определяет их узкую юрисдикцию.

### Специальная полиция
В некоторых странах, например в США, термин «специальная полиция» обозначает полицейские силы, обладающие ограниченными правоохранительными полномочиями. Специальная полиция может быть нанята как государственным, так и негосударственным учреждением, и, как таковая, не всегда является частной полицией.
Некоторые штаты предоставляют местным властям возможность назначать специальных полицейских с определенными обязанностями, либо для оказания помощи местным правоохранительным органам, либо для оказания помощи в чрезвычайных ситуациях. Эти сотрудники могут быть или не быть уполномоченными полицейскими, но обычно имеют те же привилегии и иммунитеты, что и полицейские. Например, некоторые муниципалитеты назначают специальную полицию для охраны муниципальных зданий и аэропортов, освобождая полицейских для выполнения общих полицейских обязанностей. Сотрудники специальной полиции могут быть государственными (как, например, специальная полиция WMATA в округе Колумбия) или частными, как, например, сотрудники специальной полиции департамента метрополитена).
Железнодорожная полиция иногда классифицируется как специальная полиция, но в других случаях признается как полностью уполномоченные полицейские в соответствии с Законом об омбудсменах, предоставляющим им юрисдикцию на территории нескольких штатов.

### Внеслужебные сотрудники полиции
В юрисдикциях, где это разрешено, сотрудники вне службы могут быть наняты для обеспечения безопасности частных лиц, компаний или организаций. Если юрисдикция наделяет их полицейскими полномочиями во время и вне службы, они становятся частными полицейскими, работая на кого-либо, кроме правительства.
Использование сотрудников государственной полиции на условиях частной оплаты становится все более спорным, поскольку считается, что это нечестная конкуренция с частными охранными фирмами.

### Охранники
Охранники по определению не являются частной полицией, поскольку они не являются уполномоченными полицейскими. Их деятельность обычно регулируется государством, но они не имеют многих из тех же полицейских полномочий, которыми наделены офицеры полиции. Сотрудники службы безопасности ограничены территорией закрепленного за ними объекта (даже если они перемещаются между несколькими объектами) и могут предпринимать на общественных улицах только те действия, которые может предпринять гражданин. Охранные агентства варьируются от компаний, которые просто наблюдают и сообщают о происшествиях в полицию, до более подготовленных охранных агентств, которые задерживают лиц, совершивших преступления, и имеют хорошие отношения с местными отделениями полиции.
Государственные организации могут нанимать сотрудников частных охранных предприятий по контракту, в то время как другие имеют собственные отделы безопасности. Иногда эти сотрудники имеют специальные полицейские комиссии, а иногда нет.
Сотрудники службы безопасности могут также брать на себя вспомогательные функции полицейских, например, административную работу, которая составляет значительную часть рабочей нагрузки полицейских. Утверждается, что полицейские, которые стоят дороже частных охранников, имеют избыточную квалификацию для выполнения таких вспомогательных функций из-за своей обширной подготовки. Одно исследование показало, что передача таких функций на аутсорсинг частным подрядчикам может снизить операционные расходы полиции на 17—20 % в канадской провинции Квебек. В том же исследовании приводится пример аналогичных мер в Великобритании, которые привели к снижению как уровня преступности, так и государственных расходов на полицию.

## Примеры

### Канада
Как и в США, крупнейшими частными полицейскими силами в Канаде являются железнодорожные полицейские силы двух крупнейших железнодорожных перевозчиков: Canadian Pacific Police Service (Canadian Pacific Railway) и Canadian National Police (Canadian National Railway). Юрисдикция обеих полицейских служб распространяется на те штаты США, где работают соответствующие компании. Компания VIA Rail Canada Inc. также имеет вооруженную полицейскую службу — VIA Rail Canada Police Service; однако она является корпорацией Короны, находящейся в ведении Министерства транспорта Канады.

### Южная Африка
Все большее число жителей Южной Африки пользуются услугами частных охранных компаний для защиты себя и своего имущества. В широкой частной охранной индустрии занято более 200 000 охранников по всей стране, из которых охранная индустрия является самой крупной: 125 000 охранников работают примерно на 3200 охранных компаний. Многие из крупных южноафриканских частных охранных компаний расширили свою деятельность на другие страны юга Африки. Частные охранные компании даже участвуют в политических конфликтах, происходящих на субконтиненте. В Южной Африке деятельность частных компаний, использующих услуги охранников, регулируется законодательным органом — Советом сотрудников службы безопасности. Совет регулирует правила, регулирующие деятельность частных охранных предприятий, и устанавливает минимальные стандарты подготовки охранников.

### Великобритания
В Великобритании существует несколько служб портовой полиции, которые управляются соответствующими портовыми властями, являющимися частными компаниями. Законодательство, касающееся портовой полиции, восходит к Закону о гаванях, доках и причалах 1847 года, хотя последующие законы принимались в отношении конкретных портов. Большинство портовых полицейских имеют юрисдикцию в пределах 1 мили от портовых владений. Однако Закон о морской навигации 2013 года позволяет главному констеблю местных сил предоставить портовой полиции юрисдикцию на всей территории Англии и Уэльса в отношении портового бизнеса. Этот закон был принят после того, как выяснилось, что полиция порта Дувр действовала незаконно при перевозке заключенных под стражу, когда она находилась на расстоянии более мили от портовых владений.
До 2003 года в Оксфордском университете существовала частная полиция, которая имела стандартные полномочия констебля в пределах 4 миль от любого университетского здания. В 2003 году она была расформирована, a в 2002 году группа местных предпринимателей Оксфорда обратилась с письмом к Эвану Харрису, члену местного парламента, с просьбой лишить констеблей полицейских полномочий в отношении граждан, не являющихся членами университета. Они утверждали, что констебли «не подотчетны никакому государственному органу», и назвали их роль «анахронизмом».
После пересмотра политики Советом университета в 2003 году полиция Оксфордского университета была расформирована, когда было решено, что будет слишком дорого приводить ее в соответствие с требуемым стандартом подготовки и внедрять многоуровневую процедуру рассмотрения жалоб.

### США
В Соединенных Штатах это могут быть фирмы, с которыми правительство заключает контракты на выполнение полицейских работ (например, контракт 1975—1977 гг. в Оро-Вэлли, Аризона — Rural Metro, контракт 1980 г. в Реминдервилле, Огайо — Corporate Security, контракт 1976 г. в Индиан-Спрингс, Флорида — Guardsmark, и контракт 1976 г. в Буффало-Крик, Западная Вирджиния — Guardsmark), или это могут быть офицеры, которые заключают контракты с различными фирмами на патрулирование территории, как в случае с патрульными спецназовцами Сан-Франциско.
Частные полицейские отличаются от сотрудников службы безопасности, которые, как правило, не имеют полномочий на арест, помимо гражданского ареста, если у них есть достаточные основания для этого. Частные полицейские имеют очень разные полномочия и правила, но обычно обладают полномочиями по охране правопорядка (даже если они ограничены объектами, которые им поручено охранять), например, в Северной Каролине, Вирджинии, Вашингтоне, Мэриленде, Пенсильвании, Нью-Йорке, Иллинойсе и других штатах.
Особым видом частной полиции является полиция компаний, например, специализированная железнодорожная полиция или охрана торговых центров. В некоторых случаях частные полицейские принимают присягу как государственные служащие, чтобы обеспечить соблюдение закона, как, например, в контракте Каламазу, штат Мичиган, с компанией Charles Services, который продлился 3,5 года. Частные полицейские службы иногда называют «патрулированием по подписке». Самые крупные частные полицейские силы в США — это железнодорожная полиция, нанятая крупными железными дорогами класса I.
В частных охранных фирмах в США работает больше охранников, патрульных и детективов, чем в федеральных, государственных и местных органах власти вместе взятых, выполняя многие из функций патрулирования, которые когда-то считались главными в миссии государственной полиции. Утверждается, что рынок частной полиции предоставляет ощутимые доказательства того, что люди хотят, но не получают от государственной полиции. Рост частной полиции — это явление, которое происходит во всем мире. В Австралии частная и государственная полиция традиционно считаются параллельными системами, при этом частная охрана является очень незначительной или вспомогательной структурой.
В Бостоне, штат Массачусетс, более 100 жилищных проектов и многоквартирных домов для малоимущих иногда патрулируются частной охраной. Некоторые из этих компаний нанимают специальных полицейских, которые имеют лицензию и проходят обучение в городской администрации Бостона. Эти специальные полицейские соответствуют государственному стандарту специального полицейского. Эти специальные полицейские в Бостоне получают свои полномочия в соответствии с правилом 400 ДПБ. В 2021 году специальные полицейские Бостона лишились своих комиссионных из-за законов, принятых в связи с реформой полиции.
В Северной Каролине частная полиция — это сертифицированные агентства полиции компании, деятельность которых регулируется главой 74E Закона о полиции компании, принятого Министерством юстиции Северной Каролины. В соответствии с законом 74E полиция компании в Северной Каролине может производить аресты и выписывать штрафы за нарушение закона, как и любой сотрудник муниципальной полиции. Юрисдикция частной полиции распространяется на любую недвижимость, которой она владеет, обладает и контролирует, или на охрану которой заключен контракт с владельцем или контролирующим лицом, если только она не ведет непрерывное преследование за преступление, совершенное в ее юрисдикции, или расследование преступления, совершенного в ее юрисдикции. Частная полиция в Северной Каролине должна соответствовать или превосходить все требования к подготовке и сертификации, предъявляемые к сотрудникам правоохранительных органов муниципалитета, округа или штата.
В Южной Каролине все сотрудники службы безопасности имеют право и полномочия производить арест, как и помощники шерифа (хотя это уникальное явление для США). В Колумбии, штат Южная Каролина (ТСЖ Spring Valley), частные сотрудники отвечают на вызовы службы, работают с радаром, производят аресты и используют синие огни. Сотрудники службы безопасности в Южной Каролине являются правоохранительными органами в соответствии с законодательством штата, прецедентным правом и мнениями генерального прокурора, и имеют право выдавать нарушителям единые дорожные штрафы и производить аресты за нарушение законов штата. Сотрудники службы безопасности считаются частными сотрудниками правоохранительных органов.
В Вашингтоне, округ Колумбия, сотрудники специальной полиции обладают всеми полномочиями по охране правопорядка на тех объектах, которые им поручено охранять. Существуют как частные полицейские — Metro Special Police, Shasthra Special Police и PChange Special Police, так и государственные/правительственные, такие как полиция Университета округа Колумбия, полиция библиотеки округа Колумбия, а также специальные полицейские, работающие в WMATA. Все они имеют право производить аресты за уголовные преступления и мелкие правонарушения, а также использовать синие и белые огни на своих автомобилях. Нью-Йорк Полиция МТА — это приватизированная полицейская служба, которая получает государственное финансирование. Она является частью транзитного управления Нью-Йорка. Полиция также распространяется на поезда LIRR на Лонг-Айленд.

## Отношение к анархо-капитализму
Частная полиция занимает важное место в анархо-капиталистической теории и, наряду с защитой частных охранных агентств, организаций по разрешению споров и частного производства права, отличает ее от минархизма. Утверждается, что полная приватизация полицейской функции (с передачей финансирования, контроля, собственности и т. д. всех полицейских сил частным структурам) устранит способность государства принудительно собирать налоги, и что, вероятно, единственный способ, которым это могло бы работать, был бы в контексте общества, в котором все другие услуги также приватизированы. Однако Эдвард Стрингем привел множество примеров обратного.

## История
В Великобритании функцию полиции исторически выполняли частные сторожа (существовавшие с 1500 года), охотники на воров и т. д. Первые финансировались частными лицами и организациями, а вторые — частными вознаграждениями за поимку преступников, которых затем заставляли вернуть украденное имущество или выплатить реституцию.
В 1737 году Георг II начал платить некоторым лондонским и мидлсекским сторожам деньги с налогов, положив начало переходу к государственному контролю. В 1750 году Генри Филдинг начал организовывать отряды квазипрофессиональных констеблей. Дело Макданиэла послужило дополнительным стимулом для создания полиции с государственным жалованием, не зависящей от вознаграждений. Тем не менее, в 1828 году в 45 приходах в радиусе 10 миль от Лондона существовали полицейские подразделения, финансируемые из частных источников, в то время как государственная лондонская столичная полиция только создавалась.

## Предполагаемые преимущества

### Преимущества частной полиции для учреждений и организаций
Преимущества использования частной полиции (вместо охранников) для железных дорог, портов, университетов, школ, больниц и других организаций включают:
- Поскольку они являются уполномоченными полицейскими, а не просто охранниками:
  - Они могут делать то, что не могут делать охранники, поскольку у них есть дополнительные полномочия, предоставленные государством, включая право на арест.
  - Они имеют те же привилегии и иммунитеты, что и полицейские, поскольку являются уполномоченными полицейскими.
  - Государство регулирует деятельность частной полиции, и к частным полицейским предъявляются более высокие требования, чем к охранникам.
- Расходы на частную полицию перекладываются на организацию, использующую полицейских, а не на налогоплательщиков.
- Полицейские часто специализируются. Например, университетская полиция обучена специально решать проблемы, связанные со студентами, преподавателями и опасностями, характерными для университетских кампусов.
- Частная и обычная полиция могут заключать соглашения о взаимопомощи, позволяющие им работать вместе.
- Муниципальная, окружная, приходская, государственная, федеральная или национальная полиция может использовать свои ресурсы в других местах. Сотрудники службы безопасности домов в закрытых сообществах, таких как закрытые жилые кварталы, могут считаться частной полицией, если им даны полномочия на арест и право выдавать ордера и штрафы в соответствии с ассоциацией владельцев домов (АВД).

### Преимущества частной полиции как подрядчика государства
Существуют доказательства того, что частная полиция может предоставлять услуги дешевле, чем государственная. Стоимость услуг частных патрульных в Сан-Франциско составляет $25—30 в час, по сравнению с $58 в час для внеслужебного полицейского. В Реминдервилле, штат Огайо, компания Corporate Security перебила предложение департамента шерифа округа Саммит взимать с населения 180 000 долларов в год за 45-минутное время реагирования на чрезвычайные ситуации, предложив контракт на 90 000 долларов на вдвое большее количество патрульных машин и 6-минутное время реагирования.

### Преимущества частной полиции как подрядчика частных граждан
Еще одно преимущество, на которое ссылается Бенсон, заключается в том, что частная полиция будет нести договорную ответственность за защиту своих клиентов. В деле Уоррен против округа Колумбия суд постановил, что государственная полиция не несет такой ответственности. Таким образом, на частную полицию можно подать в суд, если она не реагирует на призывы о помощи, например.
Джеймс Ф. Пастор рассматривает эти недостатки, анализируя ряд существенных правовых вопросов и вопросов государственной политики, которые прямо или косвенно связаны с предоставлением охранных услуг. Они могут быть продемонстрированы логикой альтернативных или дополнительных поставщиков услуг. Это иллюстрируется концепцией «параполиции». Параполиция — это другое название частных полицейских. Многие органы общественной безопасности используют вспомогательных полицейских, которые работают по совместительству в качестве присяжных полицейских. Некоторые также используют резервных полицейских, которых нанимают по мере необходимости, с ограниченными полицейскими полномочиями. Этих сотрудников обычно вызывают на службу для участия в специальных мероприятиях или событиях. В отличие от вспомогательных и резервных сотрудников, частная полиция — относительно новое и развивающееся явление. Однако существуют исторические прецеденты, такие как стражники в Англии эпохи средневековья и эпохи раннего нового времени и Святая Эрмандада в Испании эпохи средневековья и эпохи раннего нового времени. В конечном итоге эти организации стали финансируемой государством полицией, но некоторые из них изначально были организованы частным образом.
Существует несколько ключевых различий между этими вариантами. Вкратце, эти различия касаются уровня полицейских полномочий, связанных с сотрудником, уровня подготовки, необходимого для каждого сотрудника, источников финансирования для предоставления услуг, а также договорных обязательств и ответственности, связанных с каждым дополнительным соглашением. Каждая альтернативная или дополнительная услуга имеет свои сильные и слабые стороны. Использование частной полиции, однако, имеет особую привлекательность, поскольку владельцы недвижимости или бизнеса могут напрямую заключать контракты на услуги по обеспечению общественной безопасности, тем самым обеспечивая долгожданное облегчение для муниципальных бюджетов. Наконец, функции частной полиции могут быть гибкими, в зависимости от финансовых, организационных, политических и ситуационных обстоятельств клиента.
При анархо-капитализме гражданам не придется финансировать полицейские службы за счет налогов. Одним из аргументов против такой политики является то, что она поставит в невыгодное положение бедных, которые не могут позволить себе тратить много денег на полицию. Поэтому некоторые более умеренные либертарианцы выступают за выдачу полицейских ваучеров каждому гражданину, предоставляя ему определенную сумму денег для найма частной полицейской компании по своему выбору за счет налогоплательщиков.
Мюррей Ротбард отмечает: «Услуги полиции отнюдь не бесплатны – их оплачивает налогоплательщик, и зачастую им является тот самый материально необеспеченный гражданин. Вполне может оказаться так, что сегодня он в виде налогов отдаёт на полицию больше, чем в будущем ему же придётся платить за намного более эффективные услуги частных агентств. Более того, охранные предприятия смогут использовать преимущества массового рынка, на котором в силу эффекта экономии на масштабе деятельности стоимость охранных услуг окажется сравнительно небольшой».
Численность государственной полиции ограничена политической юрисдикцией, хотя некоторые местные органы государственной полиции уже заключили контракты с национальными частными фирмами на оказание специальных услуг, таких как обслуживание коммуникационного оборудования, для которых им было бы нерентабельно нанимать государственного служащего на полный рабочий день.

## Предполагаемые недостатки
Проблемы в этой отрасли включают возможность создания преступниками собственных фирм, неправильное использование устройств наблюдения и напряженные отношения между государственной и частной полицией.
В конечном счете, одни видят потенциал для «двойной системы» полицейского управления — одна для богатых, другая для бедных, а другие считают предоставление частной охраны основным защитным ресурсом в современных Соединенных Штатах.
Во Флориде служба Critical Intervention Services патрулирует районы и уже применяла силу с летальным исходом. Они имеют ограниченные полномочия, как и другие частные охранные агентства в штате, регулируемые Статутом Флориды 493.
Существуют механизмы регулирования частной полиции, в частности, органы, уполномочивающие эти учреждения (например, совет POST штата и т. д.). Кроме того, люди имеют возможность более свободно подавать иски, поскольку эти сотрудники не защищены доктриной суверенного иммунитета, которая защищает сотрудников муниципальной или государственной полиции. Во Флориде жалобы можно подавать через Департамент охраны правопорядка Флориды.

## Концепции
«Полиция» и «частная полиция» — понятия несколько неуловимые. Полиция «частного сектора» описывается как «любое лицо или группа лиц, занимающиеся обеспечением правопорядка или безопасности, но не имеющие официальных полицейских полномочий». Однако во многих юрисдикциях — особенно в США — частные полицейские агентства и сотрудники, как правило, обладают определенными полномочиями, закрепленными законом. В основе концепции полицейской деятельности лежит борьба с преступностью. Патрик Тинсли пишет:
Исполнение закона — это явление, которое допускает бесконечное количество степеней и перестановок. Возьмем, к примеру, ювелирный магазин. Кража его изделий является преступлением по закону. Но ювелирный магазин не полагается в своей безопасности исключительно — или даже в первую очередь — на величие государственного исполнения этого закона. Ювелирный магазин пользуется услугами многочисленных частных охранных фирм: он заключает страховой полис на свои драгоценности, которые хранятся под закрытой стеклянной витриной, которую может открыть только сотрудник, находящийся под неусыпным оком оборудования для видеонаблюдения и наблюдающий за покупателями с помощью выпуклых зеркал, и хранит наличные деньги магазина в запертом хранилище, которое находится в подсобном помещении, которое, в свою очередь, запирается при закрытии, и сигнализация магазина включается, когда сотрудники уходят, а вооруженные ночные сторожа приходят. Все это обеспечивают частные компании, занимающиеся обеспечением «безопасности», и все это должно заставить задуматься тех, кто считает, что обеспечение соблюдения закона является исключительной прерогативой правительства.
Частная полиция, по концепции Элизабет Э. Джох, обычно фокусируется на потерях, а не на преступлениях; на превентивных методах, а не на наказаниях; на частном правосудии (например, увольнении присвоивших деньги), а не на государственных судебных разбирательствах; на частной собственности, а не на государственной.